# Семитски езици
Семитските езици са езиково семейство, което се говори от повече от 370 милиона души в по-голямата част от Близкия изток, Северна и Източна Африка. Те съставят североизточното подсемейство на афро-азиатските езици.
Най-широко разпространеният семитски език днес е арабският език (206 милиона говорещи). Семитските езици са сред езиците, които най-рано са имали писмена форма.
Терминът „семитски“ за тези езици идва от Шем, син на Ной.

## Класификация
- Източносемитски езици †
  - Акадски език †
  - Еблаитски език †
- Западносемитски езици
  - Централносемитски езици
    - Северозападни семитски езици
      - Аморейски език †
      - Угаритски език †
      - Ханаански език †
      - Древноеврейски език †
        - Иврит (един от официалните езици в Израел)

      - Етеокипърски език †
      - Финикийски език †
      - Моавитски език †
      - Арамейски език (и асирийски език)
      - Арабски език (класически и съвременни диалекти)
      - Малтийски език

  - Южносемитски езици
    - Южноарабски (Източни южносемитски) езици
      - Мехри
      - Сокотрийски език
      - Шехри
      - Батхари
      - Харсуси
      - Хобйот

    - Западни южносемитски езици
      - Древни южноарабски езици †
        - Минейски език †
        - Сабейски език †
        - Катабански език †

      - Етиопски (етиосемитски) езици
      - Геез †
        - Амхарски език
        - Тигре
        - Тигриня

### Исторически значими
От семитските езици в исторически ракурс съществена роля при формирането и в живота на цивилизациите в района на плодородния полумесец играят:
- финикийския с пуническия и сирийския, използвани от западносемитската група във Финикия, Ханаан, Древна Сирия с Киликия и във финикийските колонии по средиземноморието във II—I хилядолетие преди Христа;
- на основата на аморейския език, средноасирийският и късновавилонският арамейски език са широко разпространени в Древна Сирия и Месопотамия през II и I хилядолетие преди Христа;
- арамейски, използван в Древна Сирия и Месопотамия от началото на I хилядолетие преди Христа, бил и по времето на Христос лингва франка между народите в Близкия изток;
- арабски;
- иврит;
- новоасирийски език;
- юдео-арабски език.